# Teatro Enmore

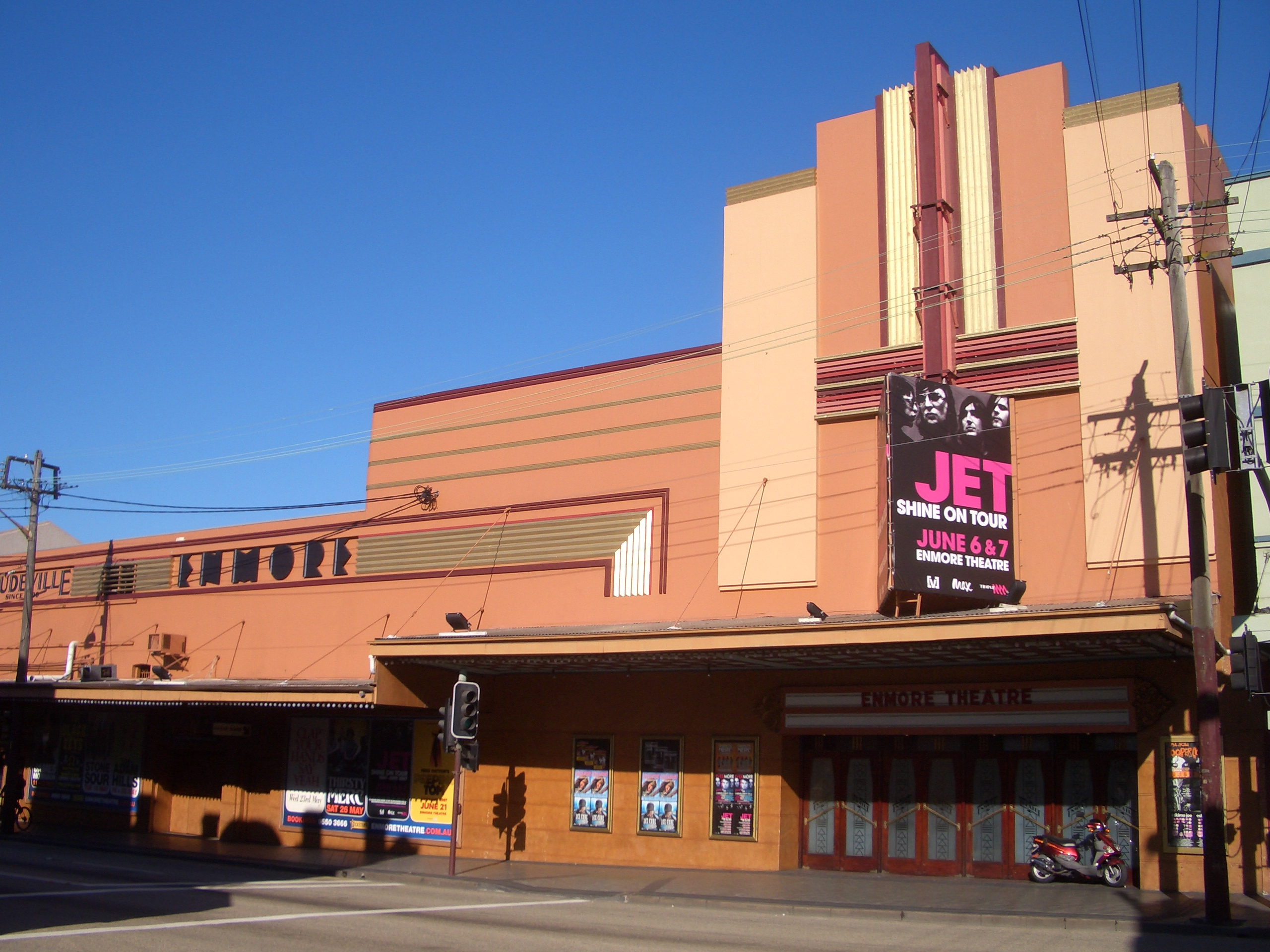
O teatro Enmore.

O Enmore é um teatro localizado na cidade de Sydney, na Austrália, que suporta cerca de 1.600 pessoas.
O local abriu em 1908 e continua funcionando normalmente, sendo assim o teatro mais antigo do estado de Nova Gales do Sul. O local é usado frequentemente para apresentações musicais tendo recebido artistas e bandas como Nightwish, Marilyn Manson, The Cranberries, e muitos outros.